# Albert Hustin
Albert Hustin (Ethe, 15 juli 1882 – Brussel, 12 september 1967) was een Belgische dokter, bekend voor de ontdekking in 1913 van natriumcitraat als middel om het stollen van het bloed tegen te gaan. Hiermee kon de kwaliteit van het bloed bewaard blijven en werden ook bloedtransfusies mogelijk zonder dat bloedgever en –ontvanger rechtstreeks met elkaar verbonden moesten worden.

## Levensloop
Hustin werd geboren in Ethe, een deelgemeente van Virton in het uiterste zuiden van België. Hij studeerde geneeskunde aan de Université libre de Bruxelles en werd er assistent van chirurg Antoine Depage. Hij studeerde een jaar in Parijs, en in 1906 ondernam hij een studiereis naar de Verenigde Staten. Vanaf 1908 werkte hij in het Sint-Janshospitaal in Brussel, waar hij zich toelegde op wetenschappelijk onderzoek. Van 1925 tot 1952 was hij hoogleraar in de geneeskunde aan de Brusselse universiteit.
Hustin deed zijn ontdekking in 1913 aan het Solvay instituut waar hij zijn methode toepaste op dieren. Op 27 maart 1914 paste hij zijn methode voor het eerst en met succes toe bij een patiënt in het Sint-Janshospitaal. Volgens zijn laboratoriumdagboek ging het om een patiënt van 20 jaar die 150 ml bloed toegediend kreeg, verdund met een gecitreerde (30 cg) glucose-zoutoplossing van eveneens 150 ml. In april 1914 publiceerde hij over deze primeur het artikel Principe d’une nouvelle méthode de transfusion sanguine. Dokter Depage, die bij het begin van de Eerste Wereldoorlog aan het hoofd stond van het militair hospitaal L'Océan in De Panne, gaf zijn toestemming en vanaf 1915 werd de methode regelmatig toegepast bij de gewonde militairen. Desondanks zou het nog tien jaar duren voor Hustins indirecte transfusie algemeen ingang vond.
In 1934 lag Hustin mee aan de basis van de oprichting van het eerste transfusiecentrum van het Belgische Rode Kruis, het Centrum Albert Hustin in het Brugmannziekenhuis in Brussel (nu verbonden aan het Sint-Pietersziekenhuis).
Hustin was gehuwd met de Brusselse dokter Mathilde Houyoux en had drie kinderen. Hustin had naast de geneeskunde een brede interesse en schreef onder andere twee boeken over de gebruiken en de taal van Belgisch-Lotharingen. Hij overleed in Brussel op 85-jarige leeftijd en werd begraven in zijn geboortedorp Ethe.
De machine waarmee hij zijn revolutionaire transfusies uitvoerde, is te zien in het Musée Gaumais te Virton.

## Wedijver
Hustin publiceerde zijn bevindingen in drie verschillende tijdschriften. Onafhankelijk van hem botste de Argentijn Luis Agote eveneens op de methode. Hij gebruikte een minder verdunde oplossing dan Hustin en paste ze voor het eerst toe op 9 november 1914. Ook R. Weil en R. Lewisohn waren kort nadien bezig met de techniek. Het Journal de Médecine de Bruxelles met Hustins artikel was net vóór de havenblokkade nog verscheept vanuit Antwerpen, waardoor zijn bevindingen internationaal verkrijgbaar waren en opgenomen in de Index Medicus van 14 oktober 1914. Zijn prioriteit staat dus buiten kijf, maar de methoden van Agote en vooral Lewisohn lieten grotere transfusies toe. Geen van de betrokkenen lijkt overigens op de hoogte te zijn geweest dat Almroth Wright reeds in 1893 het potentieel van citratie had onderkend (toen nog zonder nut wegens andere obstakels met transfusie).

## Publicaties
- "Note sur une nouvelle méthode de transfusion. Communication préliminaire", in: Annales et Bulletin de la Société royale des Sciences médicales, [april] 1914, nr. 72, blz. 104-111
- "Principe d'une nouvelle méthode de transfusion muqueuse", in: Journal de Médecine de Bruxelles, [augustus] 1914, nr. 12, blz. 436-439
- "Principe d’une nouvelle méthode de transfusion sanguine", in: Journal de la Société belge de chirurgie, 1914, nr. 4-5-6